# Publius Vedius Pollio
Publius Vedius Pollio († 15 v. Chr.) war der Sohn eines Freigelassenen und Freund des römischen Kaisers Augustus.
Pollio, der vielleicht aus Benevent stammte, wurde in den Ritterstand erhoben und übernahm eine nicht genau zu bestimmende Funktion in der Provinz Asia. Er war bekannt für seinen Reichtum und seinen Luxus. Seine Villa bei Neapel nannte er Pausilypon („Ende des Leidens“). Er vererbte sie Augustus, der auf dem Grundstück von Pollios Haus in Rom die Porticus Liviae errichten ließ.
Von Pollio wird berichtet, er habe einen Sklaven, der ein wertvolles Trinkgefäß fallen ließ, mit dem Tode bestrafen wollen. Die Strafe sollte darin bestehen, ihn den in einem Wasserbecken gehaltenen Muränen zum Fraß vorzuwerfen. Der Sklave sei der Strafe nur dadurch entgangen, dass er den anwesenden Kaiser Augustus um Gnade anflehte. Daraufhin habe sich dieser für ihn eingesetzt. Dieser Bericht wird oft als Beispiel für die unbedingte Strafgewalt der römischen Sklavenhalter angeführt.